# Antonio Ugalde García
Antonio Ugalde García (Esplugas de Llobregat, Barcelona, 13 de mayo de 1976) fue un jugador de balonmano español. Jugó en la posición de extremo izquierdo y primera línea, y su último equipo fue el Balonmano Cangas de la Liga ASOBAL. Ha sido 96 veces internacional de la selección española de balonmano y con 150 goles. Su debut en un campeonato oficial con la selección absoluta fue con 21 años y se proclamó subcampeón en el Campeonato de Europa de Italia 1998, y bronce en los Juegos Olímpicos de Sídney 2000, entre otros torneos. Mide 1.86 metros y tiene un peso de 84 kg. Es el hermano mayor del también profesional en balonmano Cristian Ugalde.

## Equipos
- Balonmano Granollers (1994 - 2003)

- Frigoríficos Cangas del Morrazo (2003 - 2005)

- BM Valladolid (2005 - 2007)

- Keymare Almería (2007 - 2008)

- BM Atlético Boadilla (2008 - 2009)

- Frigoríficos Cangas del Morrazo (2009 - 2011)

## Palmarés
- 2 veces campeón de la Copa EHF: 1994-1995, 1995-1996
- 1 vez campeón de la Copa del Rey: 2005-2006

### Selección Española
- Medalla de Plata en el Campeonato de Europa de Italia 1998.
- 4º puesto en Campeonato del Mundo de Egipto de 1999
- Medalla de Bronce en el Campeonato de Europa de Croacia 2000.
- Medalla de Bronce en los Juegos Olímpicos de Sídney 2000.
- Medalla de oro en el Campeonato de Europa Juvenil de Israel de 1994
- Medalla de plata en el Campeonato del Mundo Junior de Argentina 1995
- Medalla de plata en el Campeonato de Europa Junior de Rumania 1996

### Galardones individuales
- Mejor jugador junior en la Liga ASOBAL 96/97
- Medalla e insignia de Bronce concedida por la RFEBM al mérito deportivo 2001-2002
- Medalla de Plata concedida por la Real Orden del Mérito Deportivo del Consejo Superior de Deportes 2007